# Emy Drăgoi
Emy Drăgoi (n. 10 august 1976, Poiana Vărbilău, Prahova, România) este un acordeonist de jazz din România.
Născut într-o familie de acordeoniști, a studiat la Liceul de Artă din Ploiești, după care a plecat la Academia de Jazz Bill Evans din Paris, unde a studiat pianul. După terminarea studiilor universitare, a colaborat cu mai multe trupe, abordând stiluri diferite de jazz. Albumele sale sunt Accordeon Stiple, înregistrat împreună cu pianistul Antoine Hervier; Baladă pentru Claudia, înregistrat în 2004; și Etnofonia, lansat în 2008 în 32 de țări și care prezintă influențe din țara sa de origine.
În Franța este supranumit numit „Regele jazzului la acordeon”.